# Graneleiro

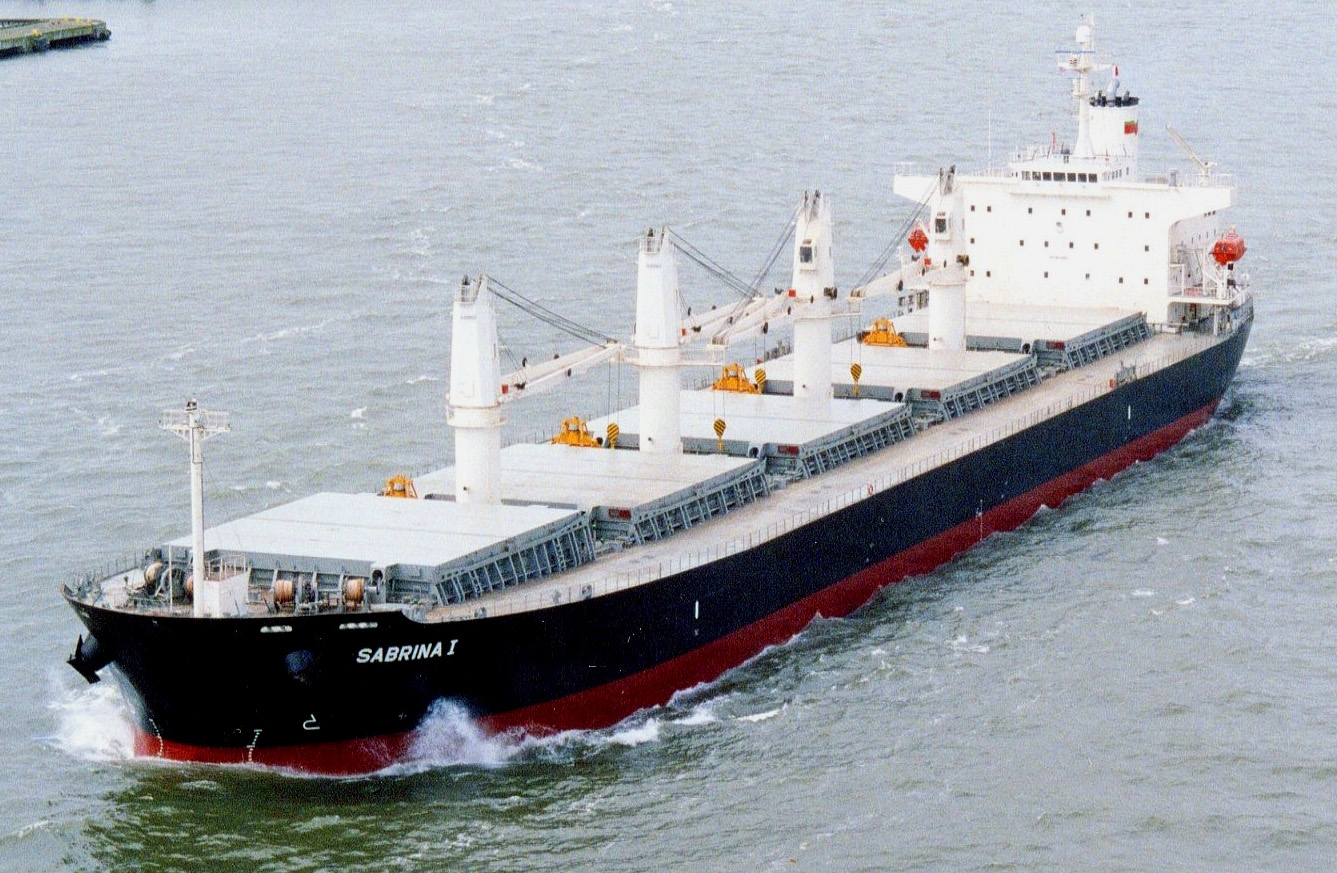
Sabrina I, fotografada do alto da Ponte Astoria-Megler. Sabrina I têm 5 porões, 5 escotilhas e 4 guindastes. O navio é propriedade da Portline de Portugal. Foi construído pelo construtor naval japonês Tsuneishi Heavy Industries no estaleiro Balamban (Cebu), Filipinas, e entregue em janeiro de 2005. Comprimento (LOA): 190,00m Largura: 32,26 m (Panamax) guindastes: 4 x 30 toneladas SWL Capacidade do porão de carga: cerca de 67 500 metros cúbicos

Um graneleiro é um navio mercante especialmente projetado para transportar carga a granel não embalada - como grãos, carvão, minério, bobinas de aço e cimento - em seus porões de carga. Desde que o primeiro graneleiro especializado foi construído em 1852, as forças econômicas levaram ao aumento do tamanho e da sofisticação desses navios. Os navios graneleiros de hoje são especialmente projetados para maximizar a capacidade, segurança, eficiência e durabilidade.
Hoje, os navios graneleiros representam 21% das frotas mercantes do mundo, e variam em tamanho de mini-graneleiros de porão único a navios de minério gigantescos capazes de transportar 400 000 toneladas métricas de porte bruto (DWT). Existem vários projetos especializados: alguns podem descarregar sua própria carga, alguns dependem de instalações portuárias para descarregar, e alguns até empacotam a carga à medida que ela é carregada. Mais da metade de todos os navios graneleiros têm proprietários gregos, japoneses ou chineses, e mais de um quarto está registrado no Panamá. A Coreia do Sul é o maior construtor individual de navios graneleiros, e 82% desses navios foram construídos na Ásia.
Nos navios graneleiros, as tripulações estão envolvidas na operação, gerenciamento e manutenção da embarcação, cuidando da segurança, navegação, manutenção e cuidados com a carga, de acordo com a legislação marítima internacional. As tripulações podem variar em tamanho de três pessoas nos navios menores a mais de 30 nos maiores.
As operações de carregamento de carga variam em complexidade, e o carregamento e descarregamento de carga pode levar vários dias. Os navios graneleiros podem ser sem engrenagens (dependendo do equipamento terminal) ou engrenados (com guindastes integrados ao navio).
A carga a granel pode ser muito densa, corrosiva ou abrasiva. Isso pode apresentar problemas de segurança que podem ameaçar um navio: problemas como deslocamento de carga, combustão espontânea e saturação da carga. O uso de navios antigos que têm problemas de corrosão – bem como as grandes escotilhas dos graneleiros – foi associado a uma onda de naufrágios de navios graneleiros na década de 1990. Essas grandes escotilhas, importantes para o manuseio eficiente da carga, podem permitir a entrada de grandes volumes de água em tempestades e acelerar o afundamento uma vez que uma embarcação tenha tombado ou saltado. Desde então, foram introduzidos novos regulamentos internacionais para melhorar o projeto e a inspeção do navio e agilizar o processo de abandono do navio pelas tripulações.

## Definição
O termo graneleiro foi definido de diferentes maneiras. A partir de 1999, a Convenção Internacional para a Salvaguarda da Vida Humana no Mar define um navio graneleiro como "um navio construído com um único convés, tanques laterais superiores e tanques laterais de tremonha em espaços de carga e destinado a transportar principalmente carga seca a granel; um transportador de minério; ou uma transportadora combinada". A maioria das sociedades de classificação usa uma definição mais ampla, pela qual um navio graneleiro é qualquer navio que transporta mercadorias secas não embaladas. Os navios de carga multiusos podem transportar carga a granel, mas também podem transportar outras cargas e não são especificamente concebidos para o transporte a granel. O termo "graneleiro seco" é usado para distinguir os navios graneleiros dos graneleiros líquidos, como os petroleiros, químicos ou de gás liquefeito de petróleo. Os navios graneleiros muito pequenos são quase indistinguíveis dos navios de carga geral, e muitas vezes são classificados com base mais no uso do navio do que em seu design.

Várias abreviaturas são usadas para descrever os navios graneleiros. "OBO" descreve um navio graneleiro que transporta uma combinação de minério, granel e petróleo, e "O/O" é usado para transportadores combinados de petróleo e minério. Os termos "VLOC", "VLBC", "ULOC" e "ULBC" para navios graneleiros e de minério muito grandes e ultragrandes foram adaptados das designações de superpetroleiro muito grande transportador de petróleo bruto e transportador de petróleo ultragrande.